# 오인 (영화)
오인(The Wrong Man)은 앨프리드 히치콕 감독의 1956년 영화 작품이다. 맥스웰 앤더슨(Maxwell Anderson)의 저서 The True Story of Christopher Emmanuel Balestrero와 허버트 브린(Herbert Brean)의 1953년 6월 29일자 기사 "A Case of Identity"(Life)에 실린 실제 사건에 바탕을 두고 있다. 영화 속에 등장하는 프랭크 오코너 변호사는 사건 당시 뉴욕주 상원의원을 지냈고, 이후 지방 검사, 뉴욕 시 의회 의장, 항소 법원 판사 등을 역임했다.

## 줄거리
뉴욕의 한 클럽에서 연주자로 일하며 근근이 살아가고 있는 매니는 아내 로즈의 치과 치료를 위해 그녀의 보험증을 가지고 보험회사 사무실을 찾는다. 그런데 그 사무실에 두 번이나 침입했던 무장강도의 생김새가 매니와 꼭 닮았다는 이유로 경찰의 조사를 받게 된다. 강도를 만났던 목격자들은 매니가 그 강도라고 증언을 하고 매니는 체포된다. 그의 변호사 프랭크 오코너는 목격자들이 잘못 보았을 가능성을 제기한다. 첫 번째 강도가 일어났을 당시 매니는 가족과 함께 휴가를 즐기는 중이었고 매니와 로즈는 이를 입증해 줄 증인을 찾아다니지만 세 명 중 둘은 죽었고 한 명은 찾을 수가 없다. 로즈는 초조함과 정신적 압박감으로 점차 우울증에 빠진다. 매니가 재판을 기다리는 동안, 진범이 식료품점에서 강도질을 하다가 체포되고 매니는 무죄가 인정되어 풀려난다. 매니는 요양소의 로즈를 찾아가 이 소식을 전하지만 로즈는 반응이 없을 뿐이었다. 영화는 2년 뒤 로즈가 회복되었으며 가족들은 플로리다주로 이사갔다는 자막으로 끝이 난다.

## 캐스팅
- 헨리 폰다 : 매니 역
- 베라 마일스 : 로즈 역
- 안소니 퀘일 : 프랭크 오코너 역
- 해럴드 스톤 : 잭 리 역